# Sophronica calceoides
Sophronica calceoides är en skalbaggsart som beskrevs av Pierre Lepesme och Stefan von Breuning 1952. Sophronica calceoides ingår i släktet Sophronica och familjen långhorningar. Inga underarter finns listade i Catalogue of Life.